# Liste zoologischer Gärten und Aquarien im Vereinigten Königreich
Die Liste zoologischer Gärten und Aquarien im Vereinigten Königreich nennt die Zoos und Schauaquarien im Vereinigten Königreich einschließlich seiner europäischen Außengebiete, die Mitglied in der British and Irish Association of Zoos and Aquariums sind.

## Liste
- Africa Alive
- Alameda Wildlife Conservation Park
- Amazon World Zoo Park
- Amazona Zoo
- Amazonia
- Banham Zoo
- Battersea Park Childrens Zoo
- Beale Park
- Becky Falls Woodland Park
- Belfast Zoo
- Berkshire College of Agriculture
- Birdworld
- Birmingham Nature Centre
- Blackpool Zoo Park
- Blair Drummond Safari and Adventure Park
- Blue Planet Aquarium
- Brent Lodge Park Animal Centre
- Bristol Zoo Gardens
- Calderglen Country Park Zoo
- Camperdown Wildlife Centre
- Chessington World of Adventures
- Chester Zoo
- Chestnut Centre Conservation Park
- Colchester Zoo
- Combe Martin Wildlife and Dinosaur Park
- Crocodiles Of The World
- Curraghs Wildlife Park
- Dartmoor Zoological Park
- Deep Sea World
- The Deep
- Drayton Manor Zoo
- Drusillas Park
- Dudley Zoo and Castle
- Edinburgh Zoo
- Exmoor Zoological Park
- Five Sisters Zoo
- Flamingo Land
- Folly Farm
- Galloway Wildlife Conservation Park
- Gauntlet Bird of Prey – Eagle and Vulture Park
- Golders Hill Park Zoo
- Harewood Bird Garden
- Hawk Conservancy Trust
- Highland Wildlife Park
- Hobbledown Ltd
- International Centre for Birds of Prey
- Isle of Wight Zoo
- Jersey Zoo
- Kirkleatham Owl Centre
- Kirkley Hall Zoological Gardens
- Knowsley Safari Park
- Lake District Coast Aquarium
- Lake District Wildlife Park
- Lakeland Wildlife Oasis
- Lakes Aquarium
- Linton Zoological Gardens
- The Living Rainforest
- London Zoo
- Longleat Safari and Adventure Park
- Lotherton Hall Bird Garden
- Mablethorpe Seal Sanctuary and Nature Centre
- Manor House Wildlife Park
- Marwell Zoo
- National Marine Aquarium
- New Forest Wildlife Park
- Newquay Zoo
- Noah’s Ark Zoo Farm
- Oceanarium
- Old MacDonald’s Farm
- Paignton Zoo
- Paradise Wildlife Park
- Peak Wildlife Park
- Pensthorpe
- Raptor Foundation
- Reaseheath College
- Riverside Garden
- Sealife Adventure
- Sea Life London Aquarium
- Sea Life Park Weymouth
- Shaldon Wildlife Trust
- Shepreth Wildlife Park
- Sparsholt College Hampshire
- The Scottish Deer Centre
- Thrigby Hall Wildlife Gardens
- Tilgate Nature Centre
- Tropical Butterfly House
- Tropical Wings Zoo
- Tropical World
- Tropiquaria Wildlife Park
- Twycross Zoo
- UK Wolf Conservation Trust
- Welsh Mountain Zoo – National Zoological Society of Wales
- West Midland Safari & Leisure Park
- Whipsnade Zoo
- Wildlife Heritage Foundation
- Wildwood Trust
- Williamson Park
- Woburn Safari Park
- Woodside Wildlife and Falconry Park
- WWT Arundel
- WWT Castle Espie
- WWT Llanelli Wetland Centre
- WWT London Wetland Centre
- WWT Martin Mere
- WWT Slimbridge
- WWT Washington
- Yorkshire Wildlife Park

### Ehemalige Zoos
- Exeter Change
- Living Coasts